# Benoit (évêque d'Aleth)
Benoît (mort en 1112) est évêque d'Aleth de 1086 à 1112. Il est parfois nommé Judicaël et on le désigne comme Benoit II ou Judicaël II en se référant aux évêques antérieurs, probablement légendaires, de ces noms. La mention dans les sources entre 1089 et 1112 de deux noms d'évêques a donné lieu à diverses interprétations. La Gallia Christiana suivi par Hubert Guillotel considérait qu'il s'agissait de deux hommes différents. Désormais on préfère l'hypothèse qu'un évêque au nom breton de naissance « Judicaël » ait pris un surnom latin éminemment religieux « Benoît ».       

## Biographie
Benoît-Judicaël est le frère de Geoffroi le Breton, archevêque de Rouen. Il devient évêque d'Aleth en 1086. Il assiste aux obsèques de Constance de Normandie en 1090 et en 1092 à celles d'Anne de Léon, épouse d'Eudon Ier de Porhoët, qui est inhumée dans l'église Sainte-Croix de Josselin. En 1108 il autorise des ermites à s'établir sur l'île de Cézembre. En 1108 il donne l'église de « Saint-Malo de l'Isle d'Aron » aux moines de l'abbaye de Marmoutiers, l'année suivante il y ajoute l'église Saint-Malo de Dinan avec toutes ses dépendances ; ces donations sont confirmées par le pape Pascal II en 1109, elles seront à l'origine d'un long conflit entre l'un de ses successeurs, Jean de la Grille, et la puissante abbaye.